# ペルシアのヤコボス
ペルシアのヤコボスまたはヤコボス・インテルキスス (Jacobus intercisus, James Intercisus, ? - 421年11月27日) は、ペルシアのキリスト教の殉教者で、正教会・非カルケドン派・カトリック教会の聖人。記憶日は11月27日。
インテルキススとはラテン語で「切り刻まれた者」を意味し、こま切れの聖ヤコボス (Saint James the Mutilated) とも呼ばれる。

## 歴史的背景
ヤコボスはペルシア帝国サーサーン朝のヤズデギルド1世（在位：399年 - 420年）の家臣であった。
ヤスデギルド1世の死後、バハラーム5世（在位：420年 - 438年または440年）の治下で行われたキリスト教への迫害のために殉教した
。
同じくバハラーム5世の迫害により殉教した聖人として、聖マハーサポル (St. Maharsapor) が知られる。

## 聖人伝
ヤコボスはペルシアの首都であるベート・ラパト（Beth-Lapeta）においてキリスト教徒の貴族の家に生まれ、ペルシア王に重用されていた。ヤコボスは王に対する忠誠心により非キリスト教の神を崇めたために母と妻から絶縁された。ヤコボスは、家族は他人となり、神から遠ざかってしまったことを後悔した。
ある日のことヤコボスは、ペルシア王にキリスト教徒かと問いただされ脅されたが、キリスト教徒だと答え信仰を捨てなかった。ペルシア王はキリスト教徒たちへの見せしめのために、ヤコボスを拷問にかけて処刑することにした。刑吏の手により体をこま切れにされることとなったが、ヤコボスは体が一か所切り落とされるたびに神を称えた。ヤコボスは両手足の指、両足、両手、両腕、両腿の28箇所を切断され、最後に斬首されて死んだ。ヤコボスの遺体はキリスト教徒たちの手により盗み出され埋葬されたここまで。

## 聖遺物

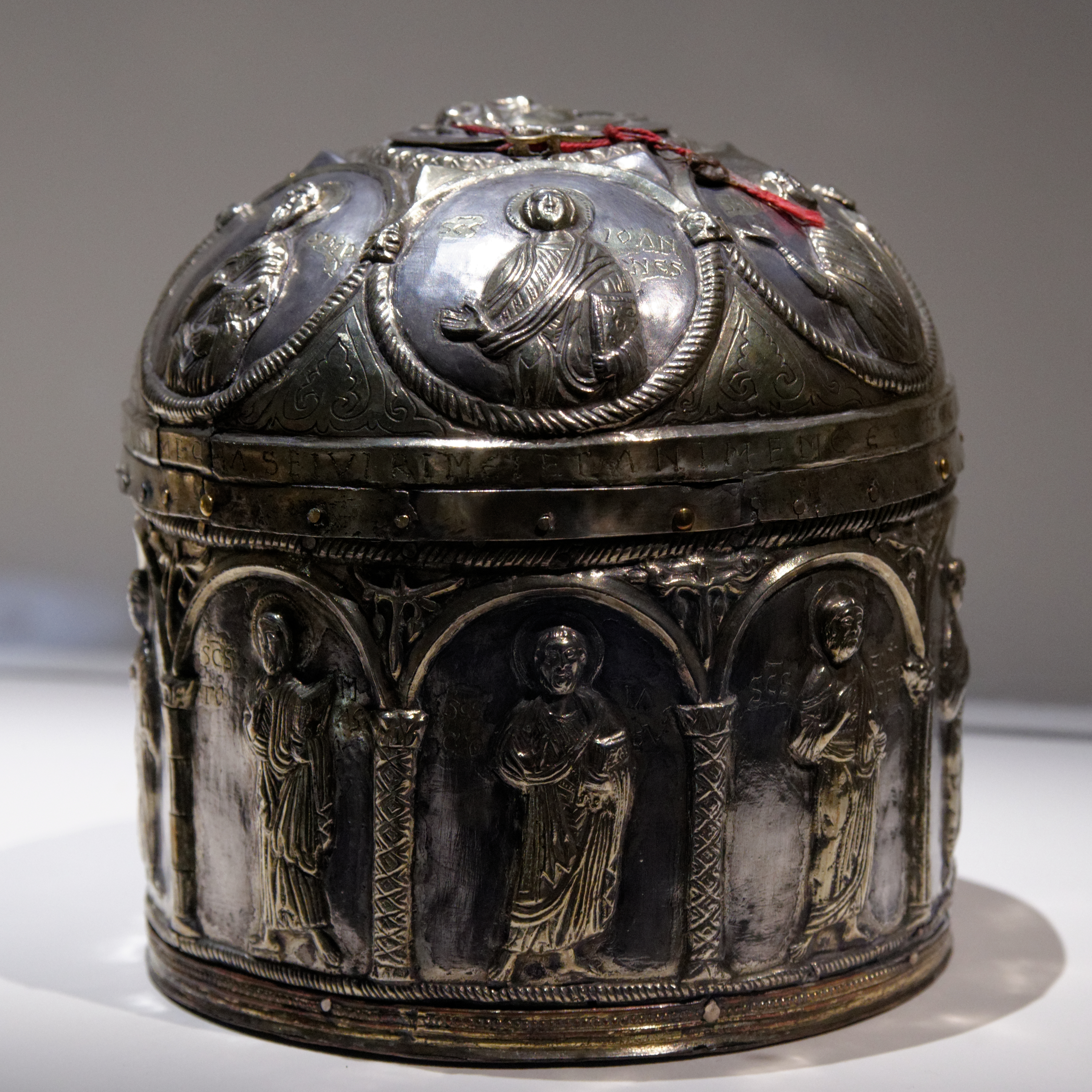
こま切れの聖ヤコボスの頭のための聖骨箱

ヤコボスの頭の骨は1103年にフランスのトゥール司教区に運ばれ、1440年頃バチカンに移されたと伝えられている。